# The Lovecraft Sextet
The Lovecraft Sextet  (stylisé The LΩVECRAFT SEXTET) est un groupe néerlandais de dark jazz. Il s'agit d'un projet solo lequel Jason Köhnen poursuit des idées qu'il avait déjà poursuivies en tant que membre des groupes The Kilimanjaro Darkjazz Ensemble et The Mount Fuji Doomjazz Corporation.

## Histoire
Jason Köhnen forme The Lovecraft Sextet en tant que projet solo. Le premier album, conceptuellement orienté vers la mort, le lâcher-prise et la renaissance, est écrit en même temps que sa première nouvelle. Les deux éléments devaient se compléter et être publiés ensemble. Le premier album In Memoriam sort en septembre 2021 sur Denovali Records,,,. Outre la musique, la nouvelle est incluse sous forme de document PDF et de livre audio. Salué comme un « merveilleux premier album », In Memoriam est jugé comme une évolution conséquente des précédents projets de Köhnen.
Le projet joue un mélange de jazz, de doom metal, d'ambient, de drone doom et de post-rock connu sous le nom de dark jazz, doom jazz, horror jazz ou drone jazz, un genre pour lequel Bohren et le Club of Gore sont particulièrement connus et que Köhnen a déjà exploité avec des projets antérieurs comme The Mount Fuji Doomjazz Corporation et The Kilimanjaro Darkjazz Ensemble. Les critiques font également état d'une proximité stylistique avec des interprètes de dark jazz comme Bohren et le Club of Gore ou Dale Cooper Quartet and the Dictaphones. Le label Denovali Records fait en outre référence à des aspects cinématographiques ainsi qu'à une influence des lamentations et de la musique funéraire, de l'opéra et de la musique classique aux chorales grégoriennes en passant par le funeral-jazz, ce qui fait que la musique apparaît comme un style hybride avec le dark wave néo-classique.

## Discographie
- 1992 : Promises (démo)
- 1993 : Flowerskin (single, Witchhunt Records)
- 1993 : Anthology of Doom Tour (split avec Lords of the Stone et Evisceration)
- 1993 : Forever Scarlet Passion (album, Adipocere Records)
- 1994 : Promo 1994 (démo)
- 1994 : Fire in the Winter/Above Azure Oceans (split avec Lords of the Stone, Displeased Records)
- 1995 : Solar Lovers (album, Displeased Records)
- 1995 : Sonic Orb (EP, Displeased Records)
- 1996 : 3 Track Demon (démo)
- 1997 : Black Queen Is Dynamite (single, Big Bloke)
- 1997 : Orange (album, Big Bloke)
- 1999 : Demo '99 (démo, Selbstverlag)
- 1999 : Chrome (album, HKM)
- 2000 : Lunchbox Dialogues (album, La Guapa Records)
- 2001 : Songs from the Second Floor (EP, Drunken Maria)
- 2011 : Decamerone (single)
- 2020 : The Secret Teachings (album, Burning World Records)
- 2022 : Mysterium I (album, Burning World Records)
- 2022 : Mysterium II (album, Burning World Records)
- 2024 : Mysterium III (album, Roadburn Records)
- 2024 : Orbis Mysterium (the Mysterium Trilogy) (compilation, coffret, Burning World Records)